# Краповићи
Краповићи су огранак старе српске породице Руцовића, а по мјесту рођења зваху их и Машићима (Rade Masich capitano di Montenegro – Zuanne Masich colonello di Montenegro).